# Родоначелник
У генеалогији, родоначелник (ређе праотац,   или Ahnherr) је – понекад легендарни – оснивач породице, лозе порекла, клана или племена, племићке куће или етничке групе. Родослов (обично позната као породична историја) подразумева да је родоначелник најранији забележени предак сродне породичне групе потомака.
Родоначелници се понекад користе за описивање статуса пројекта генеалошког истраживања или за упоређивање доступности генеалошких података у различитим временима и местима. Често се подразумева да су потомци патрилинеарни. Ако се узме у обзир патрилинеарна династија, свака таква династија има тачно једног родоначелника.
Аристократске и династичке породице се често осврћу на претка који се види као оснивач и родоначелник њихове куће (тј. породичне лозе). Чак је и стари римски правни концепт агната (латински за "потомци") био заснован на идеји непрекинуте породичне линије родоначелника, али укључује само мушке чланове породице, док су жене називане "когнатичким".
Ретко је могуће потврдити биолошко родитељство у случају древних породичних линија. Поред тога, родоначелник је често далеки предак, познат само као резултат усменог предања. Тамо где се групе људи и заједнице ослањају искључиво на патрилинеарну породичну линију, њихов заједнички предак често је постао предмет легенде о пореклу породице. Насупрот томе, породице и народи са матрилинеарном историјом воде траг до оригиналног женског родоначелника. Матрилинеарна правила порекла налазе се код око 200 од 1300 познатих аутохтоних народа и етничких група широм света, док око 600 има патрилинеарна правила порекла (од оца до сина).
У митолошким веровањима Римљана, бог рата, Марс, сматран је родоначелником Римљана; због чега се симбол Марса (♂) користи за означавање мушког пола. Поред градова и земаља, етничке групе могу такође имати родоначелника (често бога) у својим митологијама, на пример, хеленистички Грци се осврћу на Хелена као свог родоначелника. У индијском хиндуизму Ману је родоначелник читавог човечанства. У аврамским религијама, Адам, Ноје, Аврам и други су описани као родоначелници.
У археогенетици, људски Y-хромозомски Адам је именован као најновији заједнички предак од кога сви тренутно живи људи потичу патрилинеарно. Овај Адам је живео у Африци у време које се процењује на различите начине од пре 60.000 до 338.000 година. Процењује се да је Митохондријална Ева, најновији заједнички предак у матрилинеарној линији, живела од пре 100.000 до 230.000 година. (Нема наговештаја да су ови, „Ева“ и „Адам“, живели у оближњим временима или местима. И било је много других заједничких предака у другим линијама порекла).